# Anneau des entiers
Ne doit pas être confondu avec Construction des entiers relatifs.
En algèbre commutative, l'anneau des entiers est une construction que l'on peut obtenir à partir de tout corps de nombres en considérant ses éléments entiers. Par exemple, l'anneau des entiers de {\displaystyle \mathbb {Q} } est {\displaystyle {\mathcal {O}}_{\mathbb {Q} }=\mathbb {Z} }. Il existe des algorithmes efficaces pour calculer cet anneau pour tout corps de nombres. La notion peut en fait être étendue à d'autres objets (notamment les corps de fonctions), et porte une interprétation géométrique.

## Définition
Soit K un corps de nombres. Un élément de K est dit entier s'il est racine d'un polynôme unitaire à coefficients dans {\displaystyle \mathbb {Z} }. L'ensemble des éléments entiers de K est un anneau, noté {\displaystyle {\mathcal {O}}_{K}} et appelé l'anneau des entiers de K.
Une définition équivalente est que {\displaystyle {\mathcal {O}}_{K}} est l'unique ordre maximal de K.

## Propriétés
- L'anneau  {\displaystyle {\mathcal {O}}_{K}} est un ordre, en particulier un {\displaystyle \mathbb {Z} }-module de type fini sans torsion, possédant donc une base, appelée base intégrale. Si {\displaystyle \{b_{1},\dotsc ,b_{n}\}} est une telle base, le nombre n est le degré de l'extension {\displaystyle K/\mathbb {Q} }.
- L'anneau {\displaystyle {\mathcal {O}}_{K}} est un anneau de Dedekind, et possède donc la propriété de factorisation unique des idéaux.
- Les unités {\displaystyle {\mathcal {O}}_{K}^{\times }} forment un {\displaystyle \mathbb {Z} }-module de type fini par le théorème de Dirichlet.
- Le sous-groupe de torsion de {\displaystyle {\mathcal {O}}_{K}^{\times }} est constitué des racines de l'unité.
- Si {\displaystyle K/F} est une extension finie d'un corps de nombres, alors la fermeture intégrale de {\displaystyle {\mathcal {O}}_{F}} dans K coïncide avec {\displaystyle {\mathcal {O}}_{K}}.

## Exemples
- Soit d un entier sans facteur carré et soit {\displaystyle K=\mathbb {Q} ({\sqrt {d}})} (qui est un corps quadratique si d ≠ 1). Alors, OK est un anneau d'entiers quadratiques, égal à
  - {\displaystyle \mathbb {Z} [{\sqrt {d}}]} si {\displaystyle d\not \equiv 1{\bmod {4}}} (pour d = –1, c'est l'anneau des entiers de Gauss) ;
  - {\displaystyle \mathbb {Z} \left[{\frac {1+{\sqrt {d}}}{2}}\right]} si {\displaystyle d\equiv 1{\bmod {4}}} (en particulier, {\displaystyle {\mathcal {O}}_{\mathbb {Q} }=\mathbb {Z} }).
- Plus généralement, soient m et n deux entiers sans facteur carré, {\displaystyle k={\frac {mn}{(m\land n)^{2}}}}, et
{\displaystyle K=\mathbb {Q} ({\sqrt {m}},{\sqrt {n}})=\mathbb {Q} ({\sqrt {m}},{\sqrt {k}})=\mathbb {Q} ({\sqrt {n}},{\sqrt {k}})} (qui est un corps biquadratique (en) si m et n sont différents de 1 et distincts). Alors[3],

{\displaystyle {\mathcal {O}}_{K}={\begin{cases}\mathbb {Z} \left[{\sqrt {m}},{\sqrt {n}},{\frac {{\sqrt {n}}+{\sqrt {k}}}{2}}\right]&{\text{si }}m\equiv 3{\text{ et }}n\equiv k\equiv 2{\bmod {4}}\\\mathbb {Z} \left[{\frac {1+{\sqrt {m}}}{2}},{\sqrt {n}},{\frac {{\sqrt {n}}+{\sqrt {k}}}{2}}\right]&{\text{si }}m\equiv 1{\text{ et }}n\equiv k\not \equiv 1{\bmod {4}}\\\mathbb {Z} \left[{\frac {1+{\sqrt {m}}}{2}},{\frac {1+{\sqrt {n}}}{2}},{\frac {(1+{\sqrt {m}})(1+{\sqrt {k}})}{4}}\right]&{\text{si }}m\equiv n\equiv k\equiv 1{\bmod {4}}.\end{cases}}}.
- L'anneau des entiers du n-ième corps cyclotomique {\displaystyle \mathbb {Q} (\zeta _{n})} est {\displaystyle \mathbb {Z} [\zeta _{n}]}, et celui de son sous-corps réel maximal {\displaystyle \mathbb {Q} (\zeta _{n}+\zeta _{n}^{-1})} est {\displaystyle \mathbb {Z} [\zeta _{n}+\zeta _{n}^{-1}]}[4].

## Généralisation
Si K est un corps local non archimédien, l'anneau OK de ses entiers (défini de la même façon que pour un corps de nombres) est égal à sa boule unité fermée. Par exemple :
- pour tout nombre premier p, l'anneau des entiers du corps {\displaystyle \mathbb {Q} _{p}} des nombres p-adiques est l'anneau {\displaystyle \mathbb {Z} _{p}} des entiers p-adiques ;
- l'anneau des entiers du corps {\displaystyle \mathbb {F} _{q}((t))} des séries formelles de Laurent à coefficients dans le corps fini {\displaystyle \mathbb {F} _{q}} est l'anneau {\displaystyle \mathbb {F} _{q}[[t]]} des séries formelles à coefficients dans {\displaystyle \mathbb {F} _{q}} ;
- si K est un complété formel d'un corps de nombres F, alors {\displaystyle {\mathcal {O}}_{K}} est le complété formel de {\displaystyle {\mathcal {O}}_{F}}.